# Lucien Harmegnies

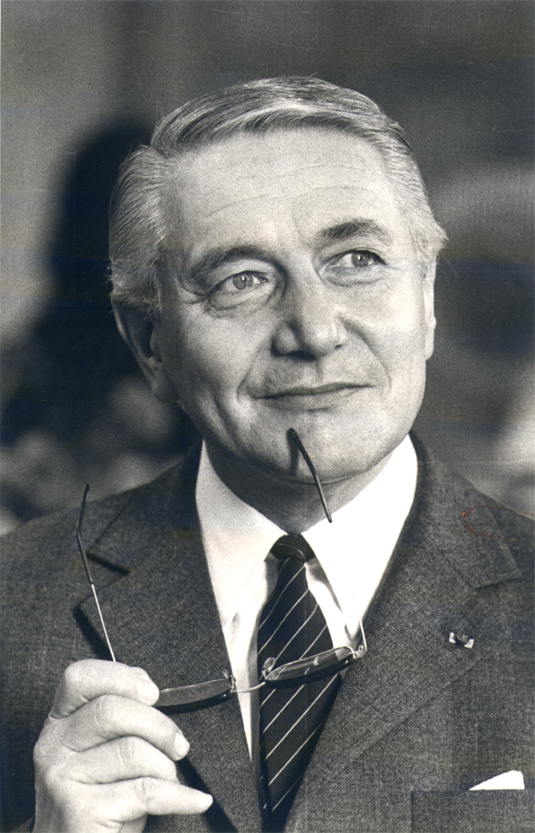
Lucien Harmegnies in maart 1971.

Lucien René Joseph Harmegnies (Flawinne, 12 februari 1916 - Saint-Nicolas-la-Chapelle, 18 februari 1994) was een Belgisch politicus, minister en burgemeester voor de PSB.

## Levensloop
Harmegnies werd beroepshalve journalist bij het Journal de Charleroi. Tijdens de Tweede Wereldoorlog maakte hij deel uit van het Verzet en schreef artikels in de clandestiene socialistische krant Le Peuple.
Hij werd politiek actief voor de PSB en was van 1948 tot 1953 de voorzitter van de jongerenafdeling van de partij. In 1952 werd hij verkozen tot gemeenteraadslid van Marcinelle, waar hij van 1953 tot 1958 schepen en van 1959 tot 1976 burgemeester was. Na de fusie met Charleroi, werd hij daar van 1977 tot 1982 gemeenteraadslid en burgemeester. In 1982 verliet hij de politiek.
Hij was ook militant van de Mouvement populaire wallon, waarvan hij de nationale ondervoorzitter was. Eveneens zetelde hij van 1958 tot 1977 namens het arrondissement Charleroi in de Kamer van volksvertegenwoordigers en bovendien was hij van 1968 tot 1972 minister van Binnenlandse Zaken en van 1972 tot 1973 staatssecretaris voor Ontwikkelingssamenwerking.
Hij was een zoon van volksvertegenwoordiger Lucien-Marie Harmegnies en de vader van volksvertegenwoordiger Marc Harmegnies.